# پواتو-شرانت
پواتو-شرانت (به فرانسوی: Poitou-Charentes) یکی از ناحیه‌های فرانسه است که در غرب میانهٔ این کشور قرار گرفته است. این ناحیه از چهار شهرستان تشکیل شده است. مرکز این ناحیه پواتیه می‌باشد.

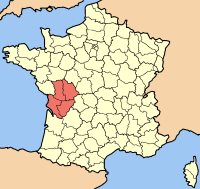
منطقه پواتو-شارنت در فرانسه